# Albert Calmette
Léon Charles Albert Calmette (12. července 1863 Nice – 29. října 1933 Paříž) byl francouzský lékař, bakteriolog a imunolog. Objevil společně s Camille Guérinem oslabenou formu Mycobacterium bovis, kterou pak použili ve vakcíně Bacillus Calmette-Guérin (BCG) proti tuberkulóze. Vyvinul první protijed na hadí jed nazvaný Calmettovo sérum.
V roce 1891 založil pobočku Pasteurova ústavu v Saigonu. Byl významným pracovníkem a později také ředitelem (1895-1917) Pasteurova institutu v Lille. V roce 1919 byl přijat do Académie Nationale de Médecine a v roce 1927 do Francouzské akademie věd.
Calmette měl v té době neméně známého bratra Gastona Calmetta (1858–1914) - redaktora deníku Le Figaro. Ten byl v roce 1914 zastřelen Henriettou Caillauxovou, která byla zproštěna obvinění z vraždy na základě toho, že spáchala zločin z vášně.

## Námořní lékař
Calmette se narodil 12. července 1863 v Nice ve Francii do rodiny právníka. Chtěl sloužit v námořnictvu a být lékařem, proto v roce 1881 vstoupil do školy námořních lékařů v Brestu.
V roce 1883 začal sloužit v námořním lékařském sboru v Hongkongu. Zde pracoval s doktorem Patrickem Mansonem, který studoval onemocnění filarióza (také lymfatická filarióza, elefantiáza, sloní noha), která je způsobena parazitickým červem vlasovcem mízním. Calmette dokončil svůj lékařský titul právě na téma filariózy.  
V roce 1887 byl přidělen do Saint-Pierre a Miquelonu. Sloužil také v západní Africe, v Gabonu a Francouzském Kongu, kde zkoumal malárii, spavou nemoc a pelagra.

## Návrat do Francie

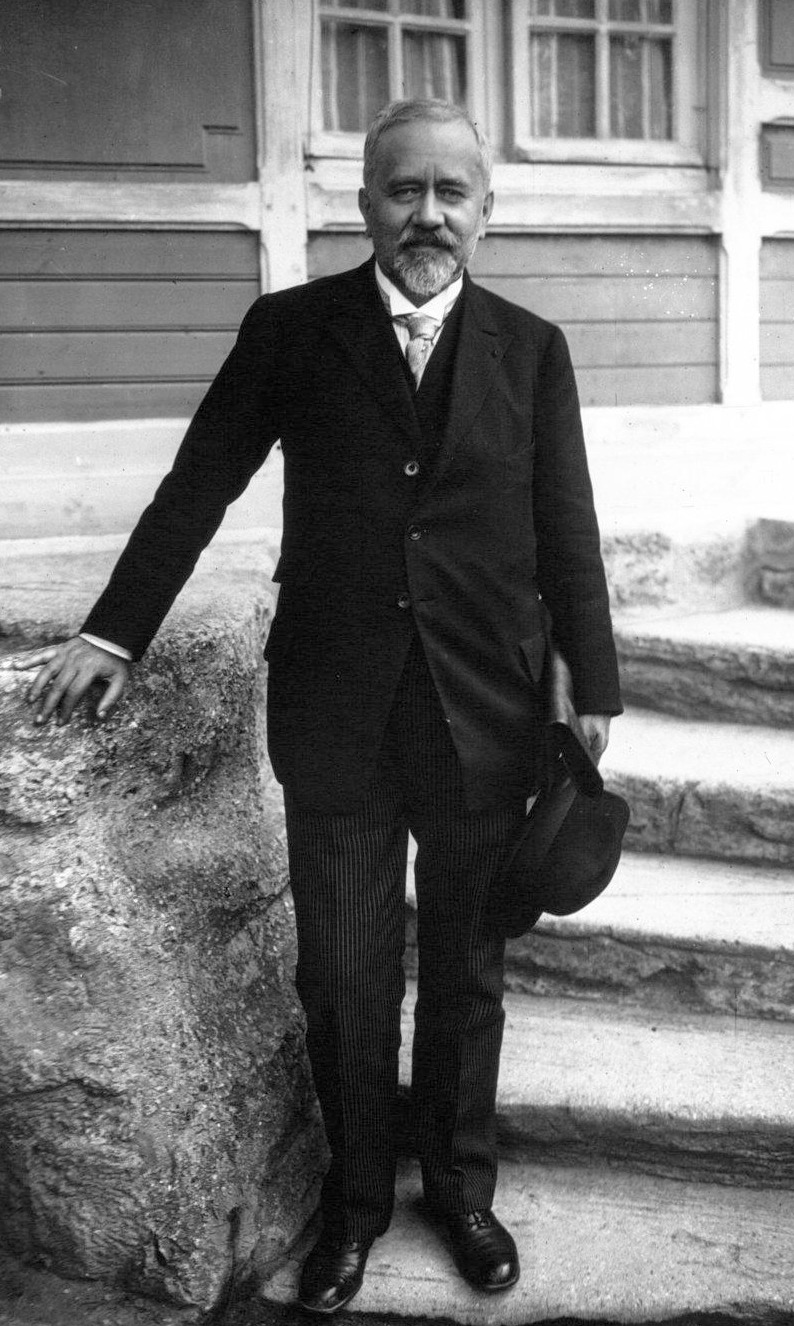
Albert Calmette (1923)

- Albert Calmette (1923)V roce 1890 po návratu do Francie se Calmette setkal s Louisem Pasteurem (1822–1895), jedním z nejvýznačnějších vědců 19. století a zakladatelem nových vědeckých oborů stereochemie, mikrobiologie a imunologie. Osudové bylo i jeho setkání s Emilem Rouxem (1853–1933), který byl jeho profesorem v kurzu bakteriologie. Všichni tři se stali společníky a v roce 1891 byl Calmette pověřen Pasteurem založením a řízením pobočky Pasteurova institutu v Saigonu (Francouzská Indočína). Zde se věnoval rodícímu se oboru toxikologii a imunologii. Studoval hadí jed, včelí jed, rostlinné jedy a kurare. Organizoval také výrobu vakcín proti pravým neštovicím a vzteklině. Prováděl výzkum cholery. Věnoval se i fermentaci opia a rýže.
- V roce 1894 se vrátil do Francie a vyvinul první protijedy proti hadímu uštknutí pomocí imunitních sér z očkovaných koní (Calmettovo sérum). Práci v této oblasti později převzal brazilský lékař Vital Brazil v São Paulu v Instituto Butantan, který vyvinul několik dalších protijedů proti hadům, škorpiónům a pavoukům.
- Calmette se také podílel na vývoji prvního imunitního séra proti dýmějovému moru (také černý škůdce) ve spolupráci s objevitelem jeho patogenního původce (Yersinia pestis) Alexandrem Yersinem (1863–1943).
- V roce 1899 odjel do Portugalska studovat a pomáhat v boji proti morové epidemii v Portu.
- V roce 1906 začali spolu s Camillem Guérinem experimentovat s baktérií Mycobacterium bovis, které způsobují dobytčí tuberkulózu. Z jejích oslabených kmenů vytvořili vakcínu BCG, která bylo poprvé úspěšně aplikována roku 1921 v pařížském Hôpital de la Charité. Proces preventivního očkování dětí proti tuberkulóze (TBC) se podle něj nazývá kalmetizace.[2]
- Věnoval se také otázkám veřejné hygieny a prosadil vybudování první čistírny odpadních vod v Lille.

## Kariéra
- V roce 1895 mu Emile Roux svěřil vedení pobočky Pasteurova institutu v Lille. A Calmette zde pak pracoval dalších 25 let.
- V roce 1901 založil v Lille první lékárnu s léky proti tuberkulóze a pojmenoval ji po Emilu Rouxovi.
- V roce 1904 založil Severní ligu proti tuberkulóze (Ligue du Nord contre la Tuberculose), která existuje dodnes.
- V roce 1909 pomohl založit pobočku Pasteurova institutu v hlavním městě Alžírska - Alžíru.
- V roce 1918 přijal místo asistenta ředitele Pasteurova institutu v Paříži.
- V roce 1919 se stal členem Académie Nationale de Médecine.

## Vakcína proti tuberkulóze

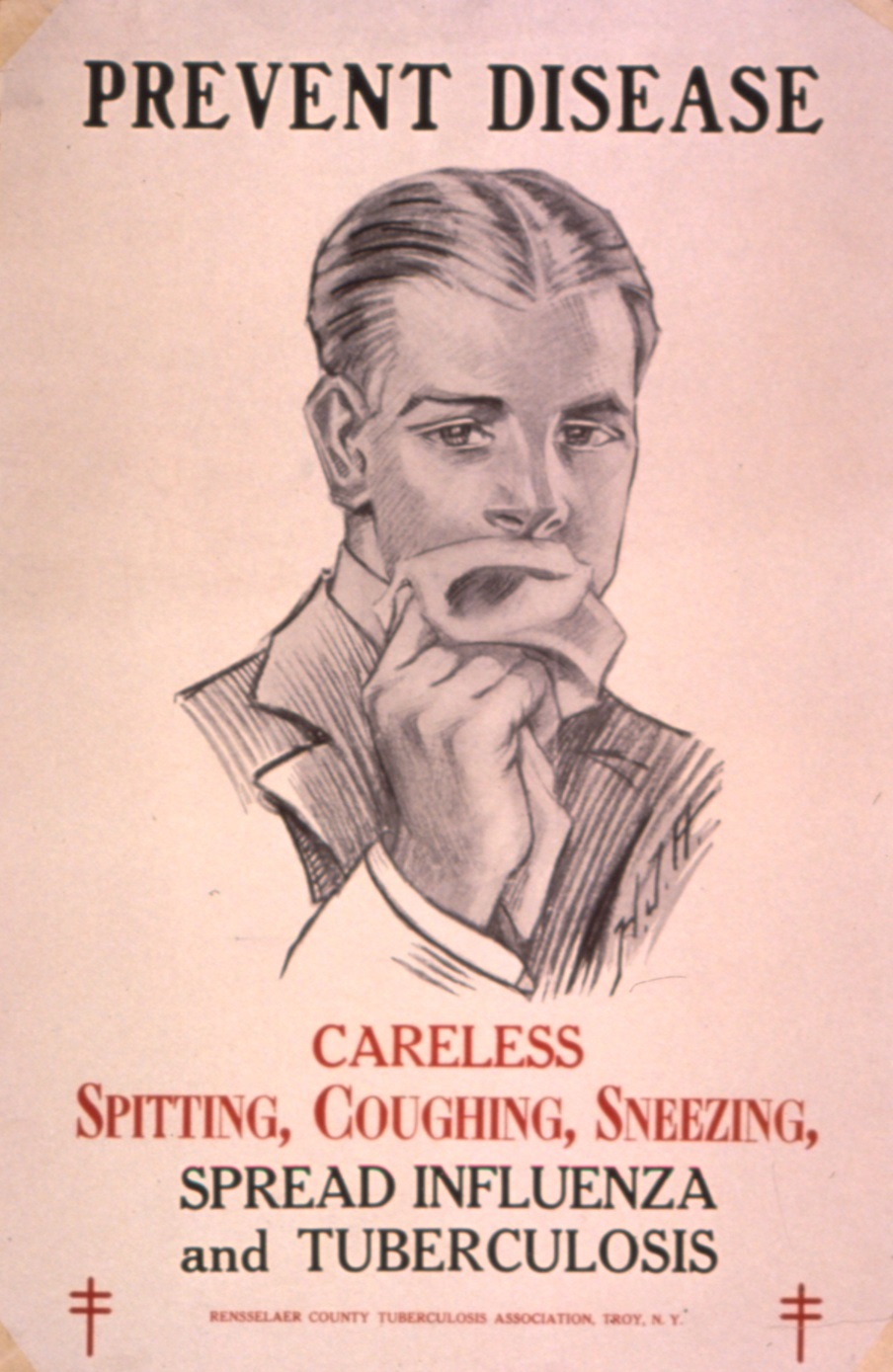
Plakát na podporu prevence TBC: „Zabraňte onemocnění: Plivání, kašlání a kýchání šíří chřipku a tuberkulózu.“

V roce 1923 Calmette spolu s Camillem Guérinem vyvinuli vakcínu proti tuberkulóze, která byla v té době hlavní příčinou úmrtí. Tento přípravek dostal jméno svých dvou objevitelů Bacillum Calmette-Guérin (BCG). To mu přineslo celosvětovou slávu a jeho jméno se zapsalo do historie medicíny. Cesta k vakcíně však byla dlouhá:
- V roce 1882 německý lékař a zakladatel bakteriologie Robert Koch objevil, že bacil Mycobacterium tuberculosis je patogenním původcem tuberkulózy. Louis Pasteur a jeho kolegové se o tento bacil začali také zajímat.
- V roce 1906 veterinář a imunolog Camille Guérin zjistil, že imunita proti tuberkulóze je spojena s živými tuberkulózními bacily v krvi.
- S využitím Pasteurovy podpory Calmette zkoumal, jak by se imunita vyvinula v reakci na oslabené bacily injekčně aplikované zvířatům. Útlumu bacilů bylo dosaženo jejich kultivací v substrátu obsahujícím žluč na základě experimentů norského badatele Kristiana Feyera Andvorda (1855–1934).
- Od roku 1908 do roku 1921 se Guérin a Calmette snažili produkovat méně a méně virulentní kmeny bacilu tím, že je postupně kultivovali.
- V roce 1921 poprvé použili BCG k úspěšnému očkování novorozenců v Hôpital de la Charité v Paříži.
- V roce 1930 prestiž očkovacího programu vážně utrpěla, když se kvůli kontaminaci některých šarží v Německu rozvinula tuberkulóza u očkovaných dětí v Lübecku.
- V roce 1932 bylo masové očkování dětí v mnoha zemích obnoveno. Byly zavedeny nové a bezpečnější výrobní techniky.

## Odkaz
- V roce 1933 Calmette v Paříži umírá a jedním z důvodů byl i otřes z událostí kontaminované vakcíny v německém Lübecku.
- Dnes je jeho jméno jedním z mála francouzských jmen v ulicích Ho Či Minova Města (další jsou Alexandre Yersin, Alexandre de Rhodes, Louis Pasteur).
- Je po něm pojmenován Calmettův most v Ho Či Minově Městě.
- Je po něm pojmenována nemocnice Calmette Hospital v Phnompenhu.
- Je po něm pojmenována velká nemocnice Calmette Hospital v Kambodži.